# 錄音室專輯
錄音室專輯（studio album）是指錄音室中錄製的專輯。不包含現場實況的錄音或混音歌曲還有樂迷的歡呼聲，若是有收錄這些歌曲，也不會是專輯的主要歌曲。與現場專輯不同，在錄製錄音室專輯時，不需一次演奏完整首歌、可於錄音室中加入聲音效果、管弦樂團的伴奏，且聲音通常較為清晰。studio為錄音室的意思，而album為專輯的意思。
於音樂業界中，錄音室專輯通常和現場專輯以及合輯的主題相反。錄音室專輯中收錄的多為沒有發表的原創歌曲，因此又常被稱呼為原創專輯（original album）。錄音室專輯亦為音樂專輯中銷售量最高的種類，例如在英國，銷售量超過250萬的24張專輯中，有18張是錄音室專輯。
於古典音樂中錄音室專輯與現場專輯之差異為錄音室專輯常為多次編輯的成果。尤其管弦樂團作品可為同作品之不同場景。該慣習建構完善，而當較早期的類比錄音作品被移轉至數位媒體時編輯常十分顯著。